# 1322 Коперник
1322 Коперник (1322 Coppernicus) — астероїд головного поясу, відкритий 15 червня 1934 року.
Тіссеранів параметр щодо Юпітера — 3,366.
Названий на честь Миколая Коперника — польського і німецького астронома і математика, автора геліоцентричної теорії побудови Сонячної системи.